# Le Divan du monde
Pour les articles homonymes, voir Le Divan du Monde (homonymie).
Le Divan du monde est un documentaire du réalisateur Swen de Pauw, sorti en salle en France le 16 mars 2016.

## Synopsis
Ce film est un documentaire tourné dans le cabinet du docteur Georges Yoram Federmann, psychiatre à Strasbourg. Ce long métrage propose de montrer une série d’entretiens psychiatriques. Le docteur Federmann accueille dans son cabinet des patients français et étrangers atteints de dépressions profondes, de névroses sévères, ou abîmés par des conditions de vie trop difficiles. Porté par un dispositif simple, le film se concentre sur la relation entre un psychiatre et ses patients et sur la personnalité le docteur Federmann.

## Fiche technique
- Titre : Le Divan du monde
- Réalisation : Swen de Pauw
- Production : Seppia
- Genre : documentaire
- Durée : 95 minutes
- Pays :  France
- Année de production : 2015
- Date de sortie en France : 16 mars 2016

## Critiques
Jérémie Couston écrit dans Télérama à propos du film, « Des vies en lambeaux, rafistolées par la parole réconfortante d'un psy qui sait toujours trouver le mot juste - et drôle, parfois. Le film devrait être, à l'instar de ces consultations, remboursé par la Sécu. »
Pour Libération, « "La réussite du Divan du monde tient à ce que le film ose quelque chose d'impensable : nous faire entrer dans le cabinet d'un psy, non pas dans la position (logique) du patient, ou pourquoi pas du praticien, mais dans celle, inédite, du témoin ».